# Zorkovac Vivodinski
Zorkovac Vivodinski – wieś w Chorwacji, w żupanii karlowackiej, w mieście Ozalj. W 2011 roku liczyła 16 mieszkańców.